# 에트루리아 왕국
에트루리아 왕국(/ɪˈtrʊəriə/, 이탈리아어: Regno di Etruria) 1801년에서 1807년 사이에 현대 토스카나의 상당 부분을 구성한 이탈리아 왕국이었다. 그것은 에트루리아인 땅의 로마 이름인 에트루리아에서 이름을 따왔다.

## 역사
왕국은 1801년 3월 21일 스페인에 서명되었다. 나폴레옹 프랑스와 스페인 사이에 큰 합의는 이탈리아 북부 지역의 부흥에 의해 점령되었고, 프랑스군은 1796년 이후 프랑스군의 손실을 보상받았다. 페르디난드 공작은 프랑스 왕국을 정복하였고, 장남 찰스 루이스가 왕국을 승인하였다. 부츠부르크 그랜드 듀크 3세는 토스카르부르크 그랜드 듀크 3세는 가츠부르크의 선거와 보상되었다. 원래는 찰스 4세의 장남과 이탈리아 컨소시엄에 합류하였다.
스페인에 의해 1763년 스페인 영토로 거슬러 올라가서, 스페인에 의해 1763만 평방 킬로미터 떨어진 루이지애나 영토로 거슬러 올라간다. 루이지애나주 조약의 서명 후 1802년 10월 15일 프랑스로 이적하였다. 나폴레옹은 이후, 1803년 4월 30일 프랑스군의 전쟁 기간 동안 프랑스군을 지불하였다.
첫 왕이 1803년에 어린 아들 찰스 루이스는 그를 성공했고, 그의 미성년 아들 찰스 루이스가 그의 뒤를 이었다. 그의 어머니 스페인의 마리아 루이사는 섭정으로 임명되었다. 그러나 에트루리아가 밀수와 스파이 활동으로 어려움을 겪었기 때문에 나폴레옹은 영토를 합병하여 반도에서 마지막으로 보나파르트가 아닌 이탈리아 왕국이 되었다. 스페인에서 보상이 포르투갈의 보상만을 희망했기 때문에 황제가 더 중요해졌다.
1807년 나폴레옹은 왕국을 해산시키고 프랑스로 통합하여 프랑스로 전환하였다. 아르노(Arno), 메디테라네(Méditerranée) 및 옴브론(Ombrone)의 세 개의 프랑스 부서로 전환하였다. 국왕과 그의 어머니는 북부에 새로운 왕위를 약속했지만, 1808년, 나폴레옹과 스페인을 부르기도 했지만 1815년, 파르마의 부르봉 가문에 대한 보상으로 루카 공국은 1847년에 다시 통치를 재개할 때까지 옛 루카 공화국의 영토인 토스카나에서 분할되었다. 1817년 파리 조약에 따라 빈 회의 최종법 99조를 집행하면서 루카 공국은 토스카나 대공국에 합병되었다.